# Beatrice Colli
Beatrice Colli (Sondrio, 10 de octubre de 2004) es una deportista italiana que compite en escalada.
Tres veces campeona italiana de Velocidad, es la actual poseedora del récord nacional de Velocidad (6"84); entre 2021 y 2022 se convierte en la primera atleta italiana en ganar el Campeonato Mundial Juvenil durante dos años consecutivos. 
Como polivalente participó en todas las especialidades, plomo, búlder y velocidad, tanto a nivel nacional como internacional, obteniendo los mejores resultados en la disciplina de Velocidad, que con el tiempo se convirtió en su principal actividad y en la que rozó el récord varias veces. veces italiano. 

Eurogames_Beatrice_Colli

En los Juegos Europeos de Cracovia 2023 consiguió una medalla de bronce en la prueba de velocidad.
En 2024 ganó el circuito Coppa Italia Speed con 4 victorias de 5 y ganó el bronce en el circuito Coppa Italia Boulder, convirtiéndose en la primera atleta italiana en subir al podio en las dos disciplinas.

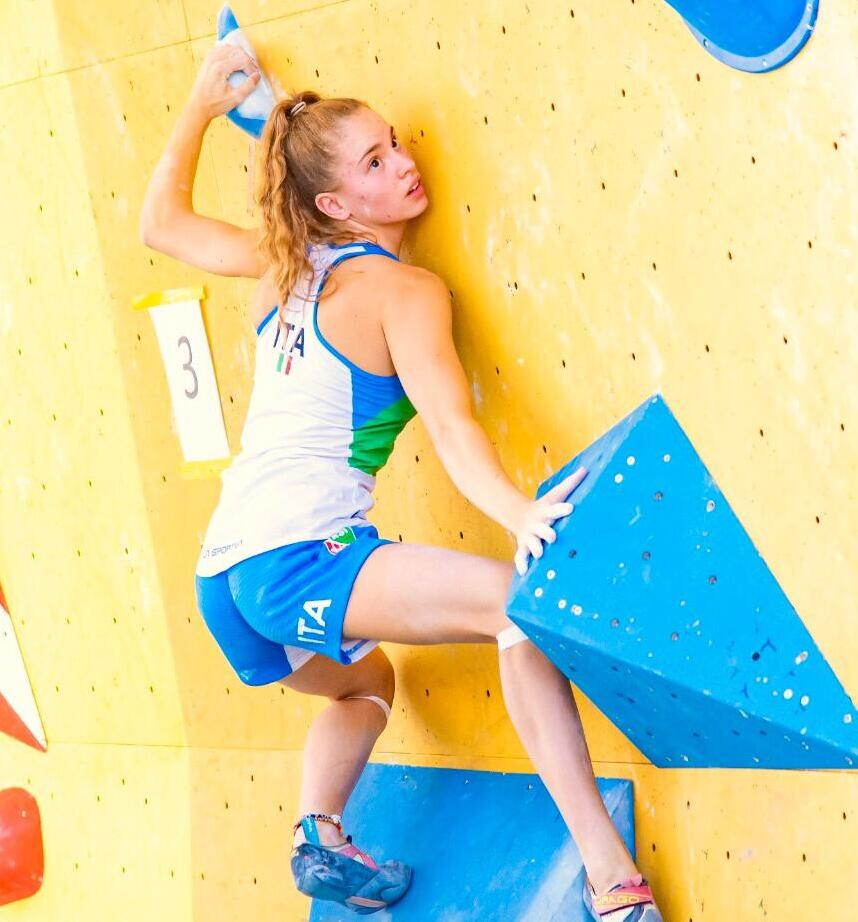

Es el atleta más exitoso en la historia de la escalada de velocidad italiana y tiene el récord de victorias tanto en el Campeonato italiano como en la Copa de Italia. 
Es uno de los cuatro escaladores italianos que han obtenido el pase olímpico para París 2024. En los Juegos Olímpicos de París ocupó el noveno puesto, estableciendo su nueva marca personal y el nuevo récord italiano con 6"84. Tras el cuarto puesto en el Campeonato de Europa de Velocidad en Villars a finales de agosto de 2024, fue operada del pie izquierdo por la enfermedad de Haglund que le impidió su plena funcionalidad a partir de 2020.

## Palmarés internacional
| Juegos Europeos | Juegos Europeos  | Juegos Europeos   | Juegos Europeos |
| Año             | Lugar            | Medalla           | Prueba          |
| --------------- | ---------------- | ----------------- | --------------- |
| 2023            | Tarnów (Polonia) | Medalla de bronce | Velocidad       |